# Internet u Hrvatskoj
Internet u Hrvatskoj, uspostavljen 1992. godine, s modemskim pozivom iz Zagreba prema Beču.
U Rektoratu je zagrebačkog Sveučilišta 17. studenoga 1992. službeno u rad bila puštena Hrvatska akademska i istraživačka računalno komunikacijska mreža, čime je i službeno započelo doba interneta u Hrvatskoj.
U 2016. godini, 74,2% stanovništva Republike Hrvatske, je koristilo Internet za poslovne i privatne svrhe.

## Tehnologije, protokoli i servisi

### DSL
- Hrvatski Telekom
- A1 Hrvatska
- Telemach Hrvatska
- Iskon

### Mobilni internet
- Hrvatski Telekom
- A1 Hrvatska
- Telemach Hrvatska
- Iskon

### Kabelski
Kabelski Internet je dostupan u Hrvatskoj, ali nije toliko raširen kao ADSL. Jedini kabelski operater je B.net Hrvatska d.o.o.

### WiMAX
Najstariji WiMAX operater u Hrvatskoj je Novi net d.o.o.

## Vanjske poveznice
- Službena stranica CARNet-a
- CIX - Croatian Internet eXchange